# Wash trade
Wash trade (nie mylić z wash sale) – termin określający nielegalne praktyki w handlu papierami wartościowymi na rynku publicznym. Wash trade polega na jednoczesnej sprzedaży i kupnie instrumentu, mającej na celu sztuczne ustalenie ceny bądź wolumenu handlowanego waloru. W założeniu ma to wpłynąć na zachowania pozostałych uczestników rynku – skłonić ich do sprzedaży po zaniżonej lub kupna po zawyżonej w ten sposób cenie i osiągnięcia korzyści własnych.
United States Securities and Exchange Commission (SEC) określa wash trade jako „transakcję papierami wartościowymi, która nie pociąga za sobą zmiany stanu ich posiadania”. Komisja definiuje to dosłownie jako beneficial ownership – termin z zakresu prawodawstwa amerykańskiego – czyli faktyczny stan posiadania, obejmujący sytuację gdy tytuł własności formalnie należy również do innej (powiązanej) osoby czy podmiotu.